# Bad Brückenau
Bad Brückenau é uma cidade da Alemanha, localizado no distrito de Bad Kissingen, na região administrativa de Baixa Francónia, estado de Baviera.
Situada ao oeste do maciço montanhoso de Rhön é uma estância termal estadual (Staatsbad).

## Geografia
Bad Brückenau é composto pelos bairros de Bad Brückenau (cidade), Staatsbad Brückenau, Römershag, Volkers e Wernarz.

## Galeria

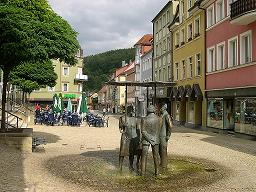
Praça de mercado
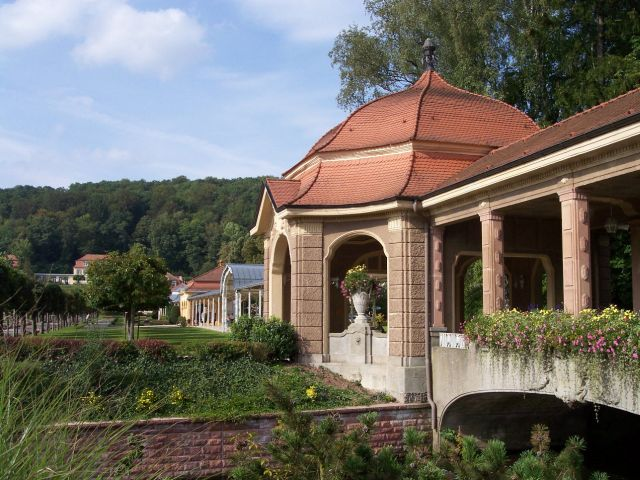
Detalhe do parque de spa
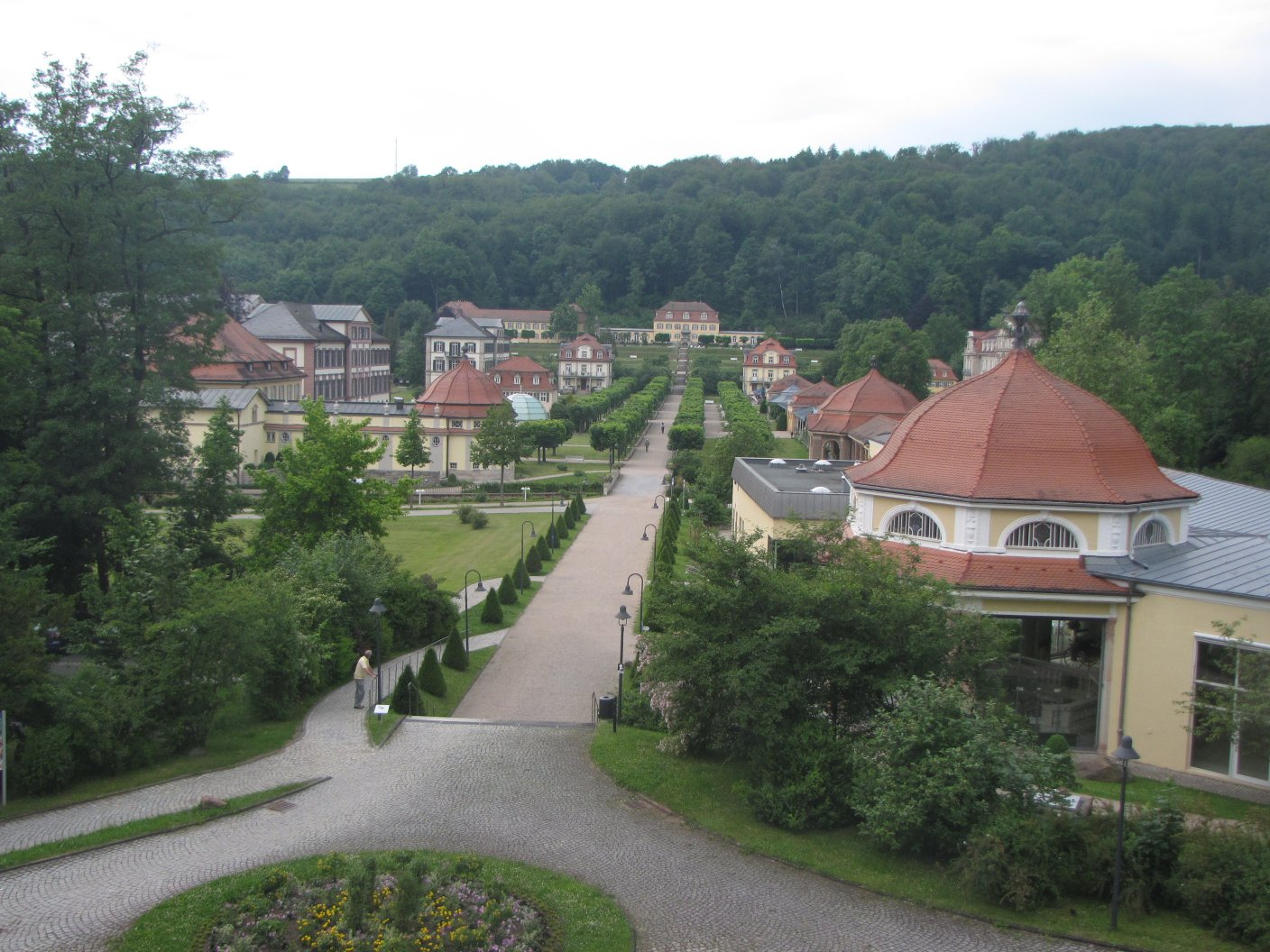
Staatsbad Brückenau

## Literatura
- Fritz Dunkel: Volkstümliches Heimatbuch des Landkreises Brückenau. 2. ed. (rev.). Bad Brückenau, 1973.
- Ewald Wegner und Helmut Wehner: Bad Brückenau im Wandel der Jahrhunderte: ein Städtebild aus mehr als 6 Jahrhunderten. Bad Brückenau, 1976.
- Cornelia Binder und Mike Mence: Last Traces/Letzte Spuren von Deutschen jüdischen Glaubens im Landkreis Bad Kissingen. Schweinfurt, 1992.
- Gabriele Zieschank: Bad Brückenau und sein Altlandkreis. Ed. Sutton Verlag, 2004.